# 2020年联合国生物多样性大会
联合国《生物多样性公约》缔约方大会第十五次会议（COP15），又名2020年联合国生物多样性大会或“2022年联合国生物多样性大会”，第一階段于2021-2022年在中华人民共和国云南省昆明市举办，第二階段於2022年12月5日至17日在加拿大蒙特利尔舉行。

## 计划、筹备和推广
会议最初计划于2020年10月举行，但因为2019冠状病毒病疫情推迟到2021年5月，最终安排2021年10月11-15日于中华人民共和国昆明市举行第一阶段。这一阶段采用线上线下相结合的方式举行。第二阶段计划于2022年5月17-30日采用线下面对面的方式举行。最终于2022年12月5日至17日在加拿大蒙特利尔舉行。
昆明为此次会议进行了认真的筹备工作，主办方还举办了COP15全球短视频征集活动、知识挑战赛、国际网络视频演讲大赛。
2021年9月28日，会议发布了主题曲《和光同春》，由联合国教科文组织全球亲善大使谭盾作曲、李茜作词、COP15公益宣传大使周深演唱。10月6日，云南籍雕塑艺术家袁熙坤在COP15召开前夕向大会云南省筹备办赠送了反映云南亚洲象北迁过程的大象群雕作品《生物的长城脊》。

## 议题及成果
COP15第一阶段会议包括开幕式与缔约方大会，12-13日还将举行高级别会议，另有生态文明论坛、展览、新闻发布会等内容。开幕式于10月11日15时在滇池国际会展中心举行，中共中央政治局常委、国务院副总理韩正出席开幕式并致辞。2021年10月12日下午，中共中央总书记、中国国家主席习近平以视频方式出席COP15领导人峰会并发表主旨讲话，宣布中国将率先出资15亿元人民币成立昆明生物多样性基金；联合国秘书长古特雷斯、俄罗斯总统普京、埃及总统塞西、土耳其总统埃尔多安、法国总统马克龙、哥斯达黎加总统阿尔瓦拉多、吉尔吉斯斯坦总统扎帕罗夫、巴布亚新几内亚总理马拉佩、英国王储查尔斯等以视频方式出席。
会议将审查过去十年的成果和落实情况，预计将为2020年后全球生物多样性框架做出最终决定，并就未来的能力建设和资源调动等相关议题做出决定。
10月13日下午，COP15第一阶段高级别会议正式通过“昆明宣言”，高级别会议之后的生态文明论坛于10月14日至15日举行，10月15日上午在论坛闭幕式环节正式发布“共建全球生态文明，保护全球生物多样性”倡议。
2022年上半年召开的COP15第二阶段会议将推动制定“2020年后全球生物多样性框架”。